# Овиново (Псковская область)
Овиново — деревня в Великолукском районе Псковской области России. Входит в состав сельского поселения «Черпесская волость».
Расположена на крайнем севере района, на правом берегу реки Ловать, в 60 км (или в 71 км по дорогам) к северу от райцентра Великие Луки и в 19 км к северу от волостного центра, деревни Черпесса.

## Население
Численность населения деревни по состоянию на 2000 год составила 2 жителя, на 2010 год — постоянных жителей не было.